# Savisaari (ö i Finland, Södra Karelen, Imatra, lat 61,28, long 28,61)
Savisaari är en ö i Finland. Den ligger i sjön Saimen och i kommunen Ruokolax i den ekonomiska regionen  Imatra ekonomiska region  och landskapet Södra Karelen, i den södra delen av landet, 230 km nordost om huvudstaden Helsingfors. Öns area är 1,1 hektar och dess största längd är 190 meter i sydväst-nordöstlig riktning.